# Хосе Мігель Гомес
Хосе Мігель Гомес-і-Гомес (ісп. José Miguel Gómez y Gómez; 6 червня 1858, Санкті-Спіритус, провінція Санта-Клара, Куба — 13 червня 1921, Нью-Йорк, США) — кубинський військовий і політичний діяч на прізвисько «Акула», генерал часів війни за незалежність Куби від Іспанії, президент Куби у 1909—1913 роках.

## Військова кар'єра
Гомес долучився до антиіспанской революції відносно пізно, 11 вересня 1895 року, коли повстання тривало вже понад півроку. Проте вже на початку 1896 року йому надали чин полковника на знак визнання його заслуг у керівництві частинами кубинської армії в битві біля Арройо Бланко. Наприкінці того ж 1896 року йому було надано звання бригадного генерала, а 1898 — дивізійного генерала.
Незадовго до завершення війни Установчі збори у Санта-Крусі призначили його на посаду спеціального представника у Вашингтоні, який мав вести справи з урядом США від імені Куби.
30 червня 1899 року Гомесу надали звання генерал-майора Визвольної Армії.
Після окупації острова військами США 4 березня 1899 року генерал Брук призначив Гомеса цивільним губернатором провінції Лас-Вільяс. Ту посаду він обіймав до 30 вересня 1905 року, здобувши 1902 року перемогу на губернаторських виборах.
У ті роки він брав участь у роботі Конституційної асамблеї, яка ухвалила першу Конституцію Кубинської республіки.

## Політична діяльність
У серпні 1906 року ліберали на чолі з Хосе Мігелем Гомесом та Альфредо Саясом очолили повстання проти переобрання на другий термін президента Томаса Естради Пальми. У вересні того ж року Естрада Пальма та кабінет міністрів пішли у відставку, після чого США вдруге окупували Кубу, та окупація тривала до січня 1909 року. 1908 відповідно до уточнених законів відбулися президентські вибори, на яких перемогу виборов Хосе Мігель Гомес з Альфредо Саясом в якості віцепрезидента.
Його президентство відзначилось низкою корупційних скандалів, у тому числі пов'язаних з видачею концесій на очистку дна у морських портах і на осушення боліт Сьєнага-де-Сапата, що було доручено некомпетентній американській компанії та практично не здійснено.
У той період було створено Незалежне об'єднання кольорових — партію кубинців африканського походження, що виступала проти расової дискримінації. У відповідь було ухвалено закон, що забороняв створення партій за расовою ознакою. Об'єднання було розпущено, після чого його прихильники у травні 1912 року підбурили повстання, придушене за наказом Гомеса. Водночас на території Куби висадився загін морської піхоти США.
Після завершення терміну свого президентства Гомес відмовився підтримати кандидатуру свого віцепрезидента Саяса на президентський пост і сприяв обранню консерватора Маріо Гарсія Менокаля. 1916 року на наступних президентських виборах Гомес суперничав з Менокалем, якого оголосили переможцем. Гомес не визнав його перемоги й у лютому 1917 року підбурив проти нього повстання. Однак США визнали перемогу Менокаля та висадили на Кубі кілька груп морської піхоти. Переконавшись у відсутності північноамериканської підтримки, повстанці припинили опір. 1920 року Хосе Мігель Гомес знову балотувався на президентських виборах, однак програв Альфредо Саясу, якого підтримав колишній президент Менокаль.